# Renatus Nkwande
Renatus Leonard Nkwande (ur. 12 listopada 1965 w Mantare) – tanzański duchowny katolicki, arcybiskup metropolita Mwanzy od 2019.

## Życiorys
Święcenia kapłańskie otrzymał 2 lipca 1995 i został inkardynowany do archidiecezji Mwanza. Po święceniach i rocznym stażu wikariuszowskim został rektorem niższego seminarium w Nyegezi. W latach 2002–2005 studiował w Rzymie, a w kolejnych latach pełnił funkcje m.in. ekonoma, wikariusza generalnego i tymczasowego administratora archidiecezji.
27 listopada 2010 papież Benedykt XVI mianował go biskupem diecezjalnym Bunda. Sakry udzielił mu 20 lutego 2011 metropolita Dar-es-Salaam - kardynał Polycarp Pengo.
11 lutego 2019 papież Franciszek mianował go arcybiskupem metropolitą Mwanzy.